# 革命の闘士の広場
座標: 北緯43度06分54秒 東経131度53分10秒 / 北緯43.115度 東経131.886度

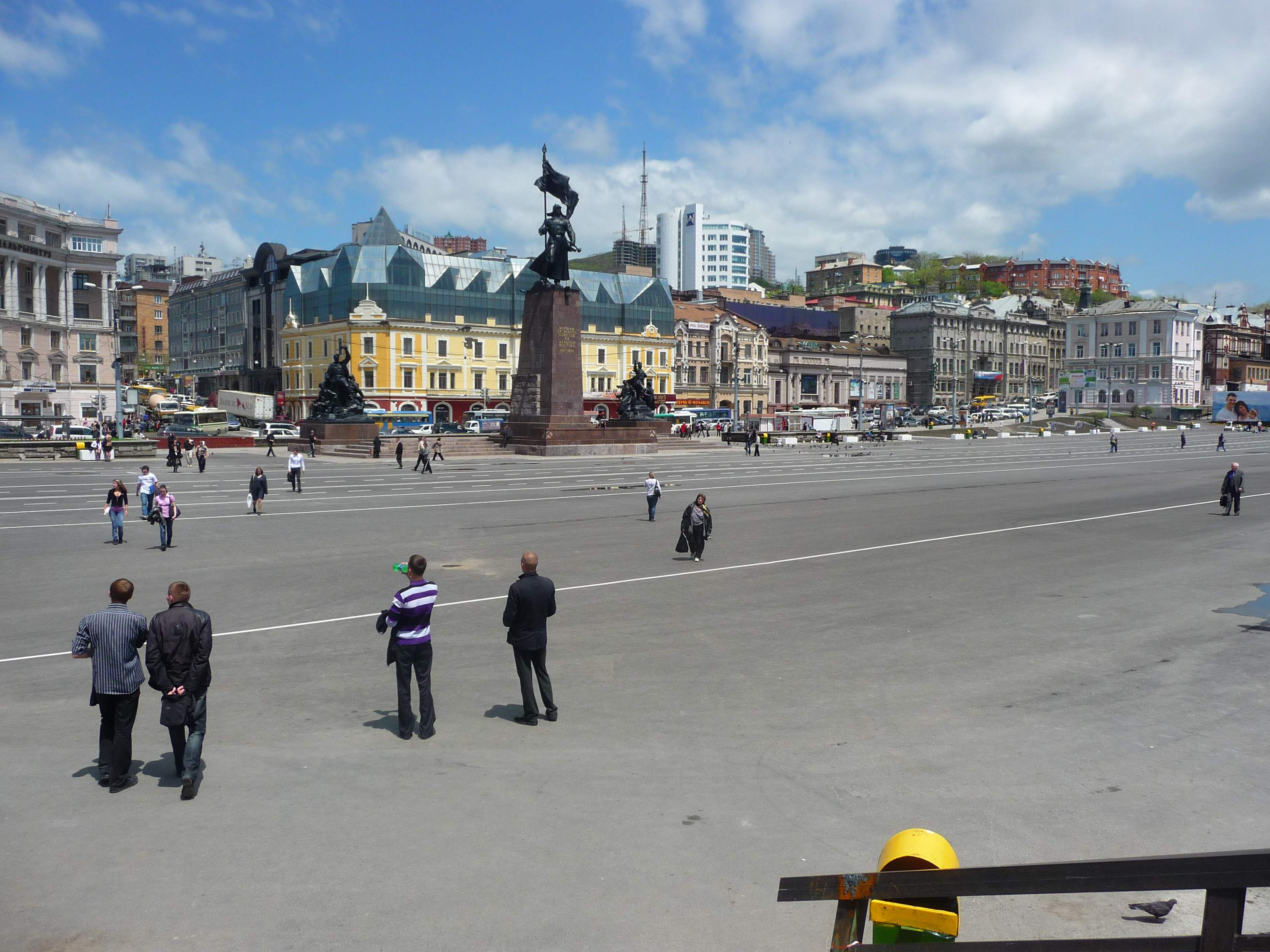
ウラジオストクの中央広場。正面に「極東のソビエト権力のための闘士の記念碑」が見える。

革命の闘士の広場（かくめいのとうしのひろば、英語: Площадь Борцов Революции）は、ロシア沿海地方ウラジオストクの中央広場である。
この広場とその周辺は、19世紀から21世紀にかけて徐々に発展してきた。1917年から1922年に沿海準州でソビエト権力を樹立するために活躍した革命家、戦士に敬意を表して、1964年には現在の正式名称を得た。時々「ソビエト権力のための闘士の広場」と呼ばれることもあり、それはこの広場には「極東のソビエト権力のための闘士の記念碑」が立っているからである
。
この広場はスヴェトランスカヤ通りとプリモルスキー大通りの交差点にあり、長さは約300メートル、幅は150メートルの不規則な四辺形である。広場の西、北、東側には、歴史的または近代的な行政、商業、宗教的建築物が接している。南側では、金角湾のパノラマを眺めることができる。